# 冷凝管
冷凝管是用作促成冷凝作用的實驗室設備，通常由一裏一外兩條玻璃管組成，其中較小的玻璃管貫穿較大的玻璃管。
冷凝管的內管兩端有駁口，可連接實驗裝置的其他設備，讓較熱的氣體或液體流經內管而冷凝。外管則通常在兩旁有一上一下的開口，接駁運載冷卻物質 (如水) 的塑膠管。使用時，外管的下開口通常接駁到水龍頭，這樣冷水才能完整注滿外管，達至較大的冷卻功效。
迴流裝置和蒸餾是兩個經常用到冷凝管的實驗裝置。

## 各類冷凝管
根據管道設計和使用的冷卻媒介，冷凝管可分為以下四類：
- 空氣冷凝管：只有單管，以外圍空氣為冷卻媒介。
- 直形冷凝管（Liebig condenser）：內管平直。
- 球形冷凝管（Allihn condenser）：內管由相連的球形組成。
- 蛇形冷凝管（Graham condenser / Dimroth condenser）：內管呈螺旋狀。

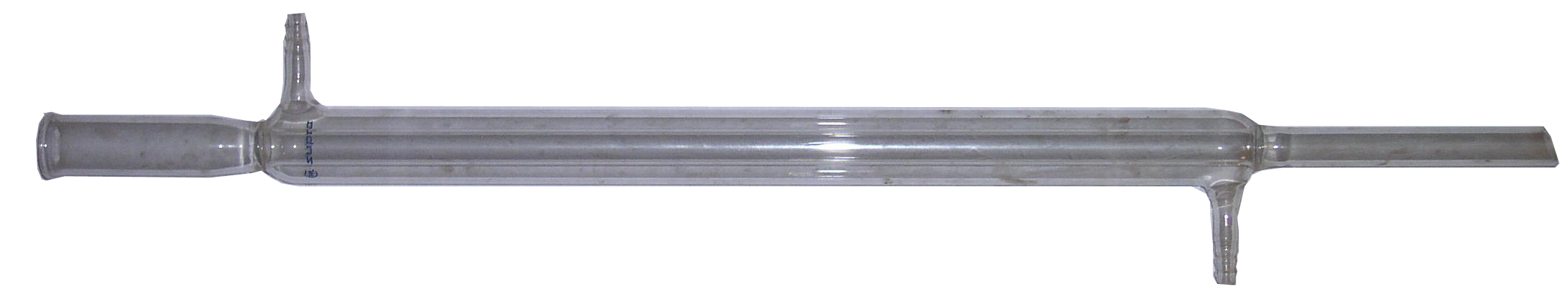
利氏直形冷凝管 （Liebig condenser）
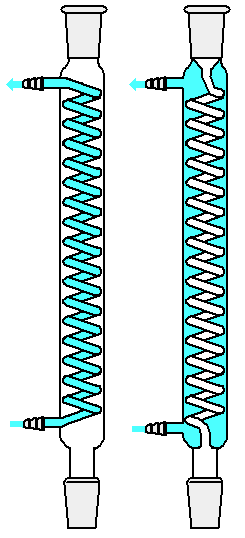
葛氏蛇形冷凝管 （Graham condenser）
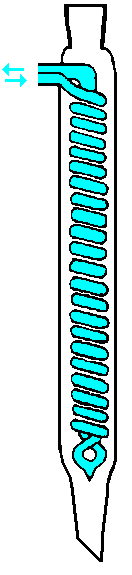
另一種蛇形冷凝管 （Dimroth condenser）
球形冷凝管 （Allihn condenser）